# Drosophila excita
Drosophila excita este o specie de muște din genul Drosophila, familia Drosophilidae, descrisă de Giglio-tos în anul 1893. Conform Catalogue of Life specia Drosophila excita nu are subspecii cunoscute.